# Уйманова, Ирина Петровна
Ирина Петровна Уйманова (род. 9 июня 1979) — российская дзюдоистка, призёр чемпионатов России, призёр чемпионатов мира среди студентов и военнослужащих, мастер спорта России.

## Биография
Выступала в наилегчайшей весовой категории (до 48 кг). Тренировалась под руководством Игоря Терскова. Первых серьёзных успехов добилась в 2000 году, когда стала победительницей первенства России по дзюдо среди молодёжи и серебряным призёром чемпионата страны среди взрослых. В 2002 году Уйманова стала бронзовым призёром открытого чемпионата Финляндии и бронзовым призёром чемпионата мира среди студентов. В 2005  году она снова завоевала две бронзовые медали: чемпионата страны среди и чемпионата мира среди военнослужащих.

## Спортивные результаты
- Первенство России по дзюдо среди молодёжи 2000 года — ;
- Чемпионат России по дзюдо 2000 года — ;
- Открытый чемпионат Финляндии 2002 года, Хельсинки — ;
- Чемпионат России по дзюдо 2005 года — ;